# Franz Uiblein
Franz Uiblein (* 16. Oktober 1959 in Schwanenstadt) ist ein österreichischer Meeresbiologe und Ichthyologe.

## Leben
Von 1966 bis 1978 besuchte Uiblein die Volksschule und die Gymnasien in St. Valentin, Amstetten, Saalfelden und Perg. Ab 1978 studierte er Zoologie und Psychologie an der Universität Salzburg, wo 1984 graduierte. Von 1983 bis 1984 arbeitete er als Nachtportier im Hotel Wimberger in Wien. Von 1984 bis 1988 folgte ein Doktoratsstudium an der Meeresbiologischen Station Sorgenti di Aurisina, Triest, Italien sowie ein Posten als Technischer Forschungsassistent am Institut für Limnologie der Österreichischen Akademie der Wissenschaften in Mondsee. 1988 wurde er mit der Dissertation Experimente zur Öko-Ethologie des Nahrungserwerbs einheimischer Karpfenfische (Cyprinidae) unter der Leitung von Hans Winkler an der Universität Wien zum Ph.D. promoviert. Von 1988 bis 1989 absolvierte er seinen Zivildienst bei der Freiwilligen Feuerwehr St. Pölten. In seiner Postdoc-Phase von 1991 bis 1992 forschte er mit einem Erwin-Schrödinger-Stipendium des Fonds zur Förderung der wissenschaftlichen Forschung (FWF) an der Universität Hamburg und am Laboratoire Souterrain des Centre national de la recherche scientifique in Moulis, Frankreich. 1992 war er Gastdozent an der Universität Hamburg. Von 1992 bis 1993 war er Aushilfskurator in der Fischabteilung am Naturhistorischen Museum und Forschungsinstitut Senckenberg in Frankfurt am Main. Von 1993 bis 1994 war er Wissenschaftlicher Mitarbeiter am Konrad-Lorenz-Institut für vergleichende Verhaltensforschung und 1995 an der Abteilung für Biosystematik und Ökologie der Österreichischen Akademie der Wissenschaften. 1996 habilitierte er sich an der Universität Salzburg und erhielt die Venia docendi in Zoologie, Verhaltensbiologie und Ökologie. Von 1996 bis 2004 war er Privatdozent und im Jahr 2002 Gastprofessor an der Universität Salzburg sowie freiberuflicher Mitarbeiter in fischereilichen Forschungsprojekten. Seit 2003 ist er Forschungsprofessor der Stufe SKO 1183 (Forsker I) am Institut für Meeresforschung in Bergen, Norwegen. Von 2006 bis 2017 war er Chefredakteur der Fachzeitschrift Marine Biology Research. Seit 2010 ist er Honorar-Forschungsmitarbeiter am South African Institute for Aquatic Biodiversity in Grahamstown, Südafrika, und seit 2015 am Nationalen Naturkundemuseum in Hanoi, Vietnam.
Uiblein befasst sich mit der Fischsystematik, Meeresbiologie, Aquatischer Ökologie, Verhalten und Morphologie. Seine Forschungsinteressen umfassen die Taxonomie, Systematik und Biologie der Bartmännchen und Meerbarben, von denen er zahlreiche neue Arten beschrieb. 1996 wirkte er am Werk Deep Sea and Extreme Shallow-Water Habitats: Affinities and Adaptions von Wilfried Morawetz und Hans Winkler mit und im Jahr 2000 erschien sein Buch Tiefsee und Höhlen: Leben im Dunkel. Seit 2014 ist er Mitarbeiter bei der Datenbank FishBase.

## Erstbeschreibungen von Franz Uiblein
Uiblein ist seit 1993 als Co-Autor an zahlreichen Erstbeschreibungen beteiligt gewesen, darunter:
- Mulloidichthys ayliffe Uiblein, 2011
- Neobythites gloriae Uiblein & Nielsen, 2018
- Neobythites japonicus Uiblein & Nielsen, 2023
- Neobythites jonathan Uiblein & Nielsen, 2023
- Neobythites lombokensis Uiblein & Nielsen, 2018
- Neobythites multiocellatus Nielsen, Uiblein & Mincarone, 2009
- Neobythites pako Uiblein & Nielsen, 2023
- Neobythites superocellatus Uiblein & Nielsen, 2023
- Neobythites stefanovi Nielsen & Uiblein, 1993
- Neobythites zora Uiblein & Nielsen, 2023
- Parupeneus inayatae Uiblein & Fahmi, 2018
- Parupeneus sinai Uiblein, 2021
- Sirembo wami Nielsen, Schwarzhans & Uiblein, 2014
- Spectrunculus stenostio Uiblein, Møller & Nielsen, 2023
- Spottobrotula mossambica Nielsen, Schwarzhans & Uiblein, 2014
- Spottobrotula persica Nielsen, Schwarzhans & Uiblein, 2014
- Upeneus caudofasciatus Uiblein & Gledhill, 2019
- Upeneus dimipavlov Uiblein & Motomura, 2021
- Upeneus elongatus Uiblein & Motomura, 2021
- Upeneus farnis Uiblein & Peristiwady, 2017
- Upeneus floros Uiblein & Gouws, 2020
- Upeneus gubal Uiblein, 2019
- Upeneus heemstra Uiblein & Gouws, 2014
- Upeneus heterospinus Uiblein & Pavlov, 2019
- Upeneus indicus Uiblein & Heemstra, 2010
- Upeneus lombok Uiblein & White, 2015
- Upeneus margarethae Uiblein & Heemstra, 2010
- Upeneus randalli Uiblein & Heemstra, 2011
- Upeneus saiab Uiblein & Lisher, 2013
- Upeneus seychellensis Uiblein & Heemstra, 2011
- Upeneus spottocaudalis Uiblein & Gledhill, 2017
- Upeneus stenopsis Uiblein & McGrouther, 2012
- Upeneus suahelicus Uiblein & Heemstra, 2010
- Upeneus supravittatus Uiblein & Heemstra, 2010
- Upeneus torres Uiblein & Gledhill, 2014
- Upeneus vanuatu Uiblein & Causse, 2013
- Upeneus willwhite Uiblein & Motomura, 2021